# Saffraangouduil
De saffraangouduil (Tiliacea aurago, synoniem: Xanthia aurago) is een nachtvlinder uit de familie van de uilen (Noctuidae). De voorvleugellengte bedraagt tussen de 14 en 16 millimeter. De soort komt verspreid over Europa voor. Hij overwintert als ei.

## Waardplanten
De saffraangouduil heeft als waardplanten allerlei loofbomen, zoals vooral de Spaanse aak en eiken. De jonge rups eet bloemen en knoppen; later eet hij het blad.

## Voorkomen in Nederland en België
De saffraangouduil is in Nederland en België een niet zo algemene soort, die verspreid over het hele gebied kan worden gezien. De vlinder kent één generatie die vliegt van eind augustus tot en met oktober.